# Schistura spekuli
Schistura spekuli är en fiskart som beskrevs av Maurice Kottelat 2004. Schistura spekuli ingår i släktet Schistura och familjen grönlingsfiskar. IUCN kategoriserar arten globalt som sårbar. Inga underarter finns listade i Catalogue of Life.